# Museo Lamborghini
Museo Lamborghini är ett italienskt bilmuseum beläget i Sant'Agata Bolognese, Emilia-Romagna.
Museo Lamborghini är biltillverkaren Lamborghinis officiella museum.

## Utställningsföremål (urval)

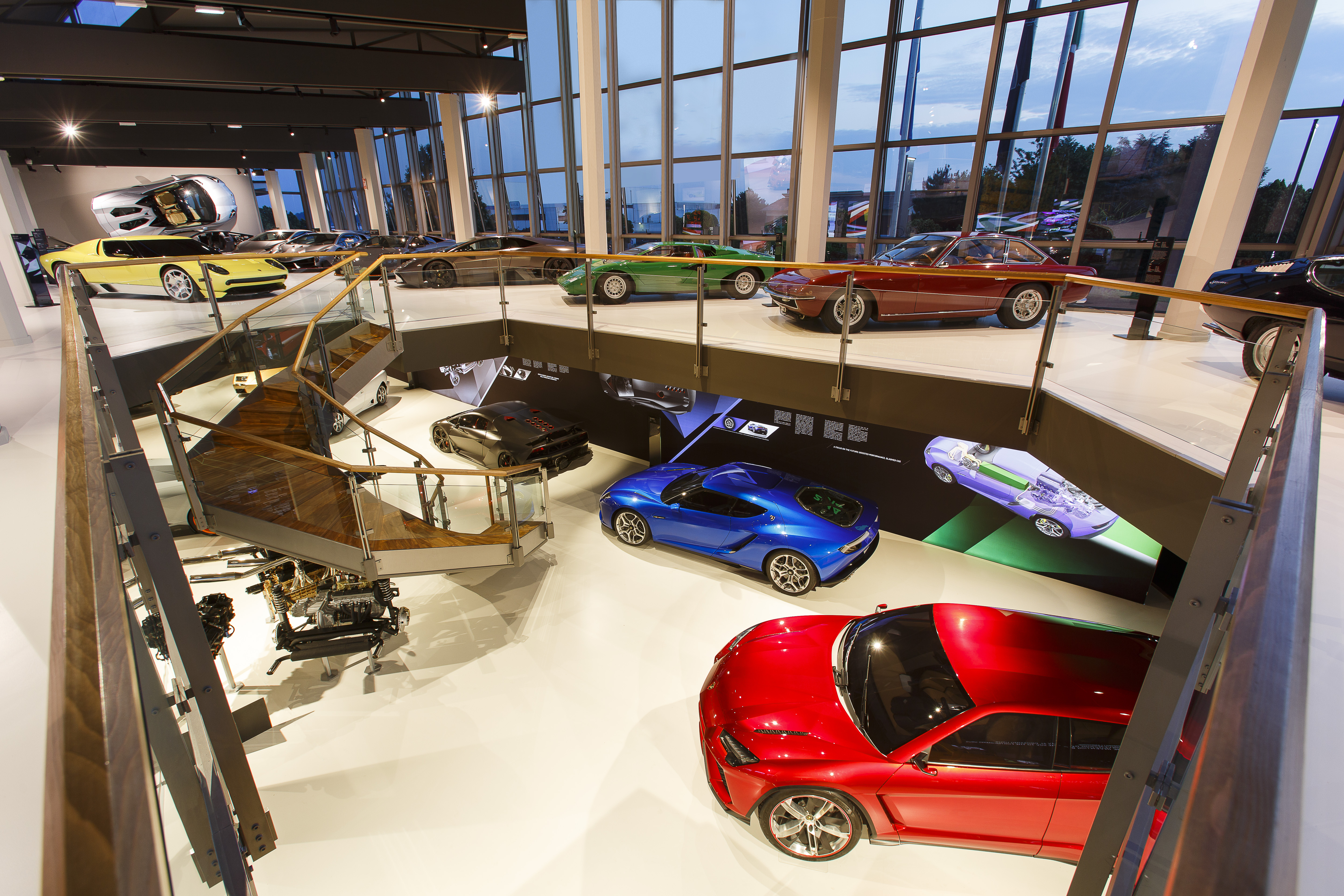
Interiör
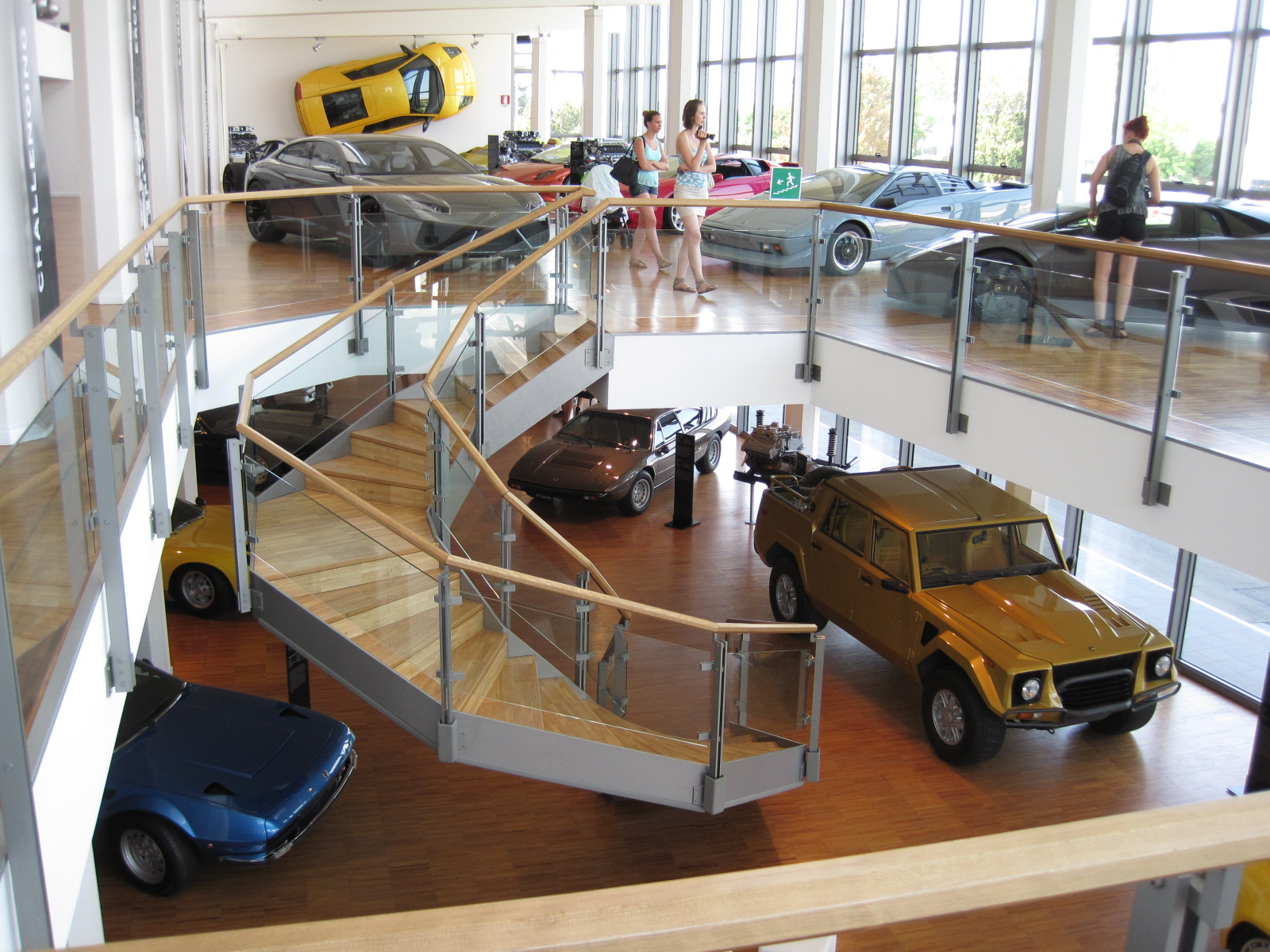
Interiör
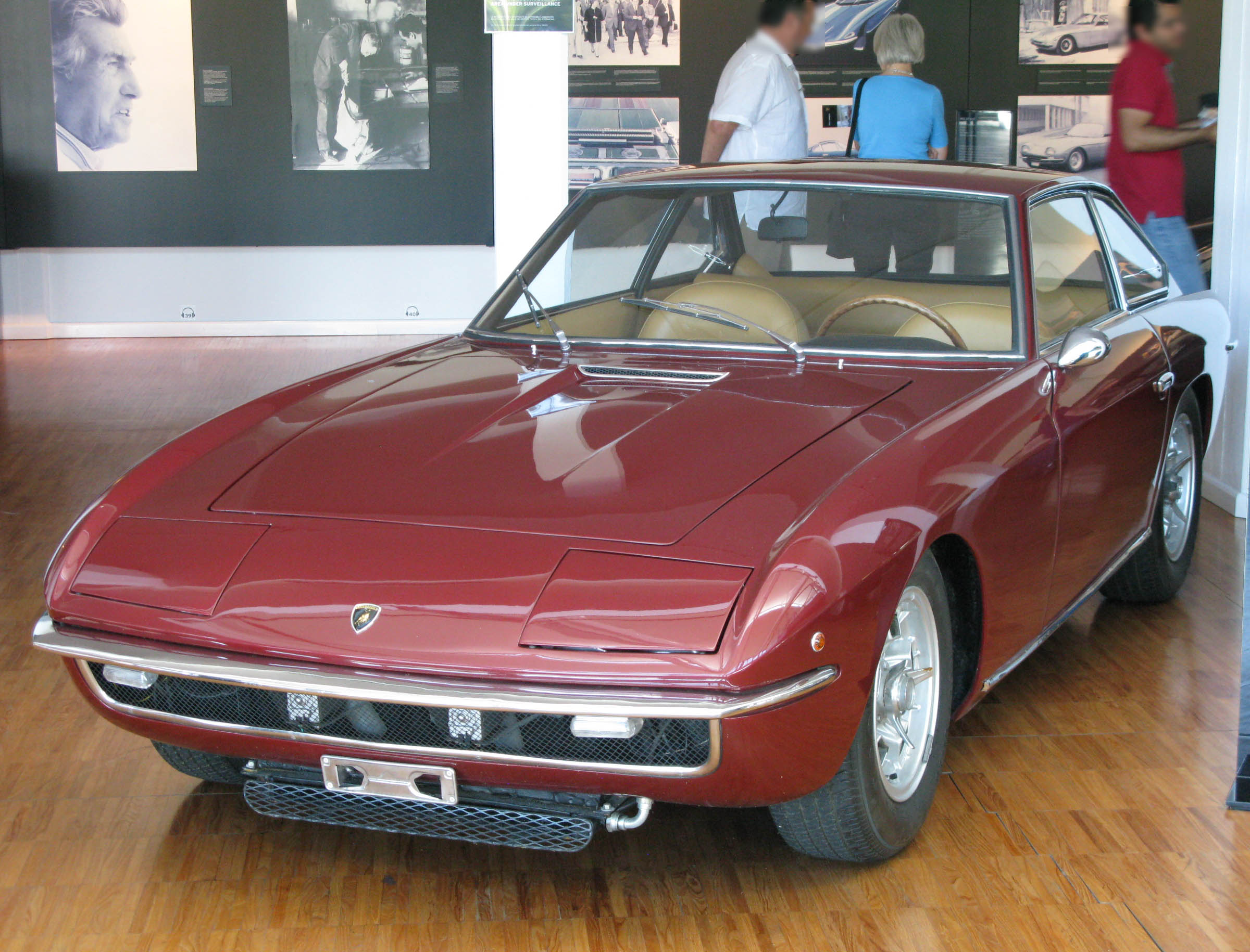
Lamborghini Islero
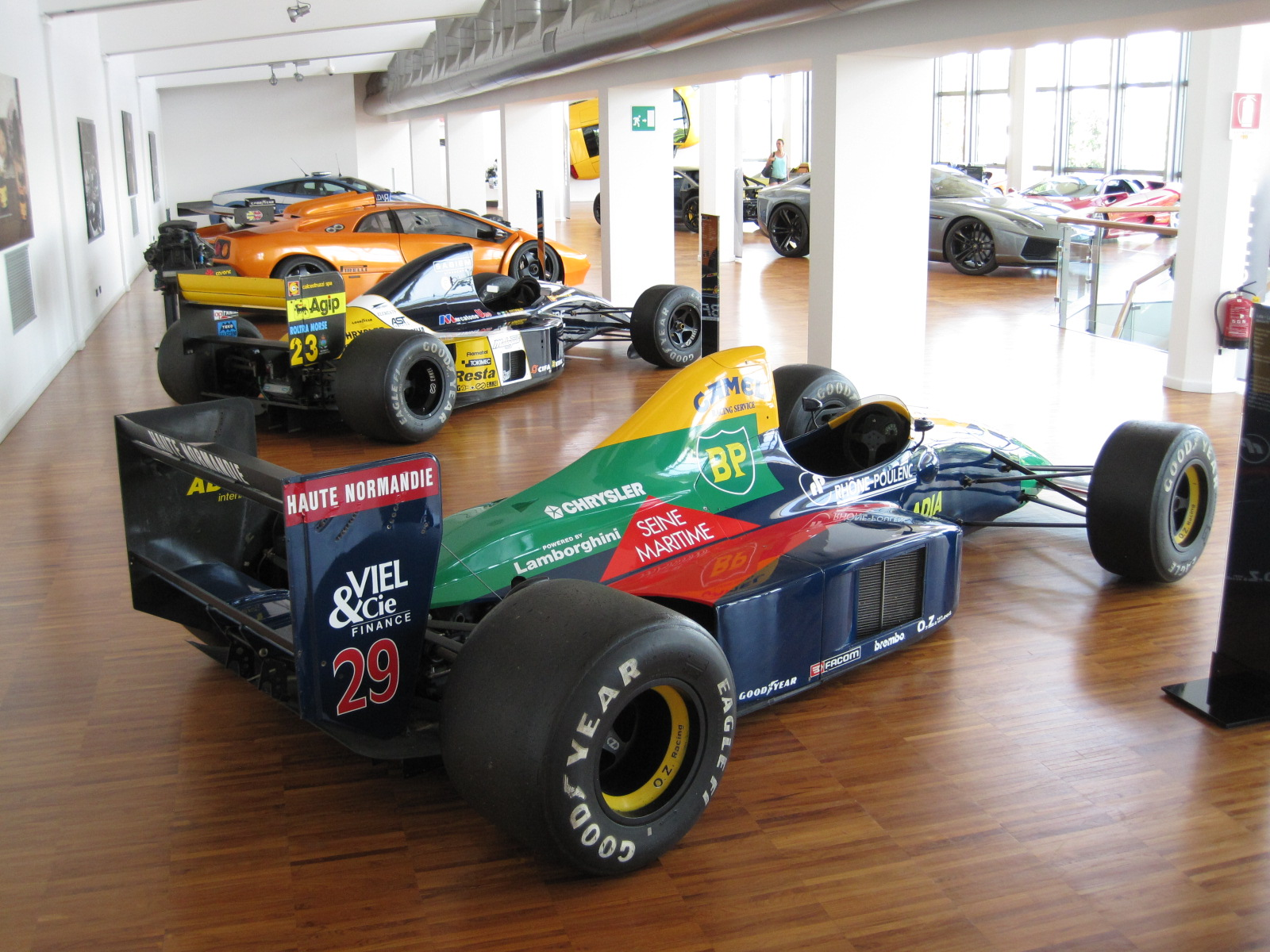
Lola LC89-Larrousse
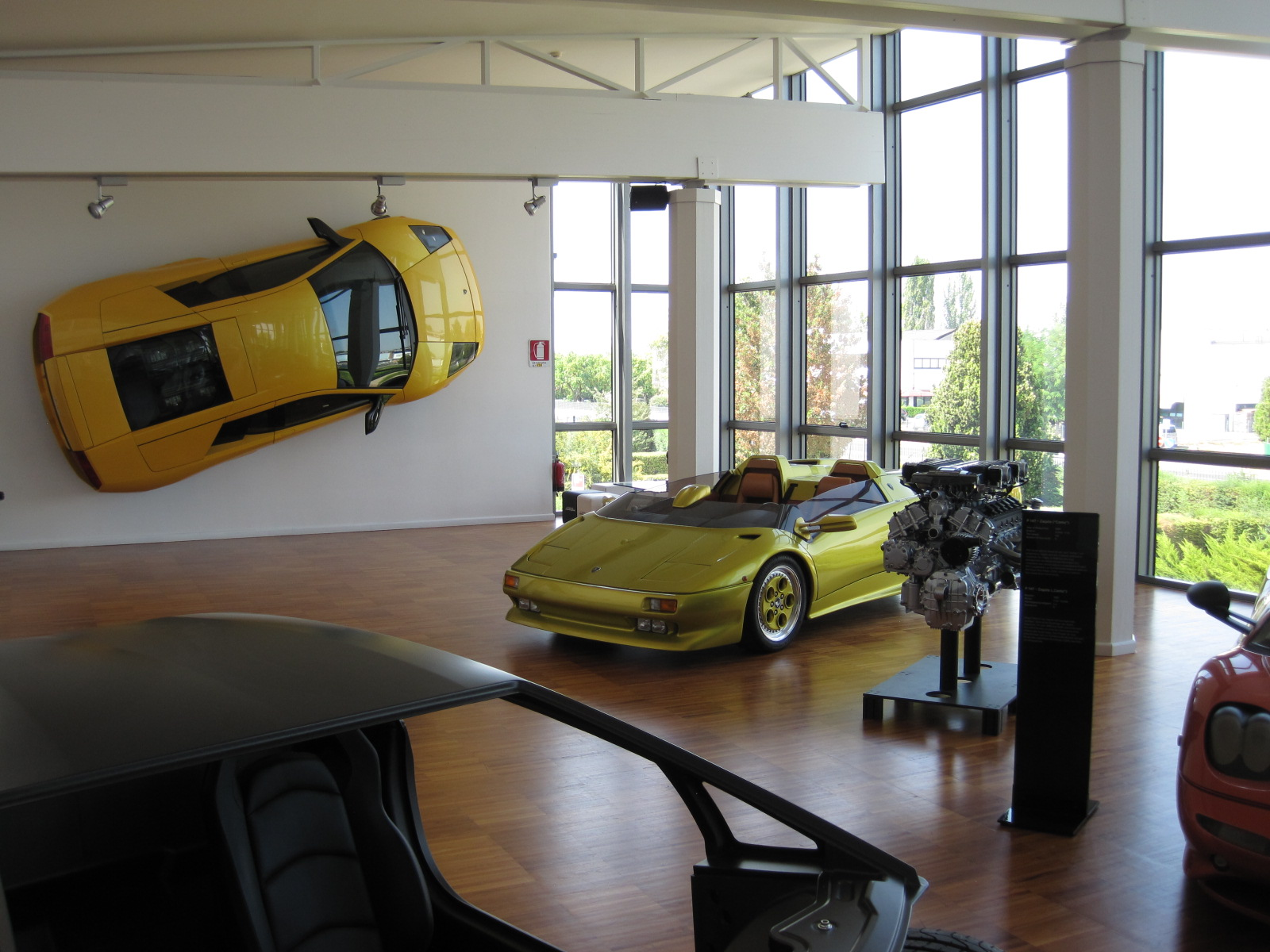
Lamborghini Murciélago och Diablo Roadster